# Herb Bielska-Białej
Herb Bielska-Białej – jeden z czterech (obok flagi, logo i hejnału) symboli Bielska-Białej ustalony 7 grudnia 2004 r. w uchwale nr XXXVII/1189/2004 Rady Miejskiej w Bielsku-Białej. Herb ten wykształcił się po połączeniu Białej oraz Bielska w 1951 r. i jest jednym z niewielu składających się z dwóch tarcz, co w heraldyce municypalnej jest dopuszczone wyjątkowo tylko wówczas, gdy dane miasto powstało z połączenia dwóch oddzielnych miast o utrwalonych w tradycji, odrębnych herbach.

## Wygląd
Herb przedstawia dwie tarcze herbowe. W prawej, dwudzielnej tarczy w polu prawym niebieskim znajduje się pół orła złotego (żółtego), zwróconego w prawo, bez korony; w polu lewym czerwonym trzy pojedyncze lilie heraldyczne białe (srebrne) ułożone w słup. W drugiej tarczy w polu zielonym dwie czerwone pięciopłatkowe róże w pas. 

## Symbolika
Tarcza prawa to herb dawnego Bielska, natomiast lewa to herb dawnej Białej.

### Herb Bielska

#### Orzeł

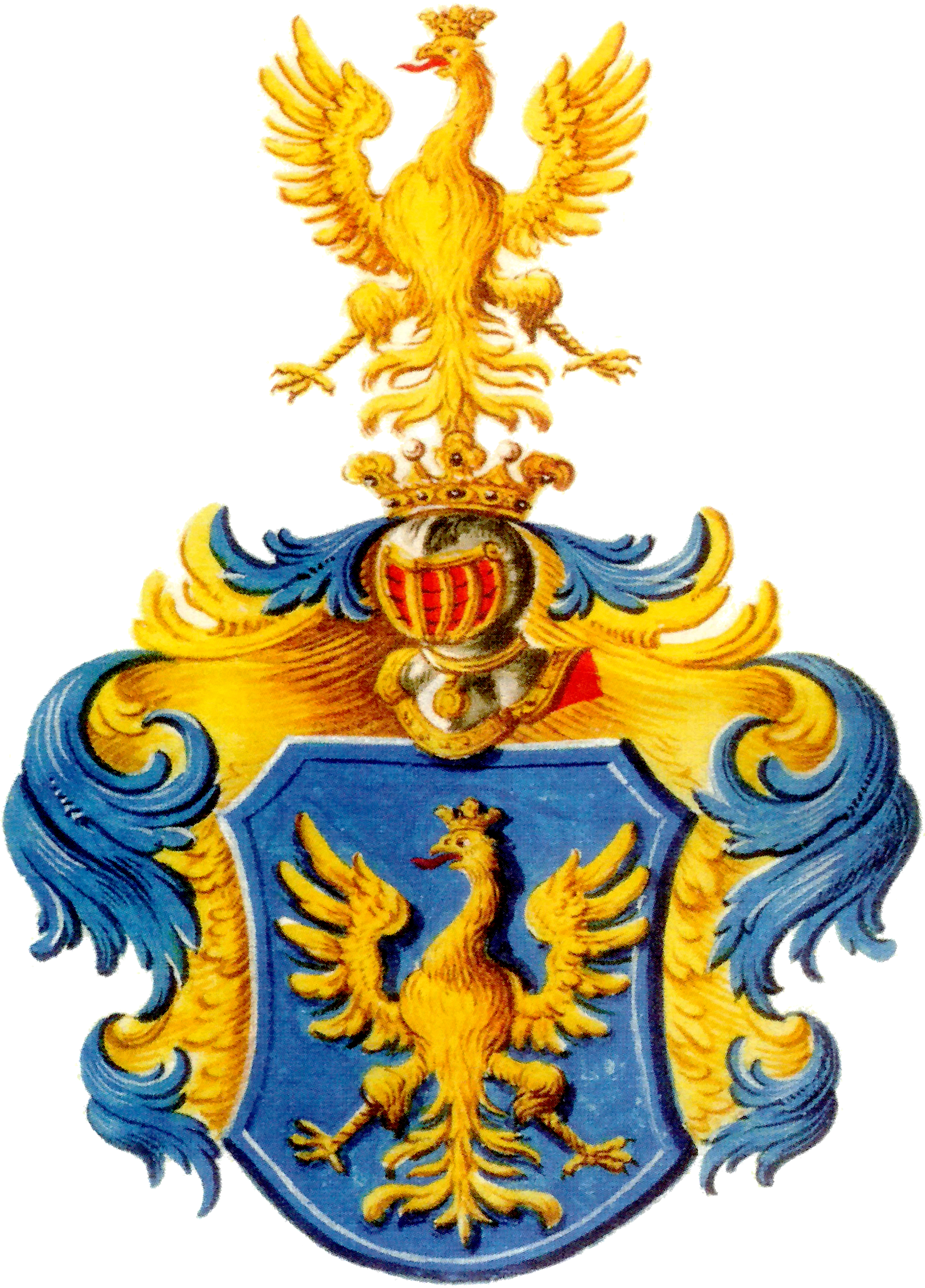
Herb książąt cieszyńskich

W prawej części dwudzielnej tarczy znajduje się połowa godła książąt cieszyńskich – orzeł w układzie heraldycznym, czyli z głową w prawo.
W sensie ideowym orzeł książąt cieszyńskich, wywodzący się bezpośrednio z orła Piastów, przedstawia typowy motyw feudalny – suwerenną władzę świecką księcia nad danym terytorium, a zarazem stosunki własnościowe panujące w epoce powstania herbu. Symbolizuje więc całkowitą przynależność miasta Bielska do księcia cieszyńskiego, a szerzej – przedstawiciela Piastów.
Barwy – złoty orzeł na błękitnym bądź niebieskim polu – wywodzą się z heraldyki francuskiej. Złoto określa potęgę, godność i urodzenie właściciela orła, czyli symbolizuje majestat królewski bądź książęcy. W zestawieniu ze złotem barwa niebieska jest oznaką suwerenności i niezawisłości, porządku, a także cech pożądanych w etosie rycerskim – wierności i stałości rodu przybierającego tę barwę. Ponadto błękit był także tradycyjnym kolorem maryjnym.
Orzeł zapewne zmieniał swój wygląd na przestrzeni lat, nie przeszedł jednak do niego element heraldyczny wprowadzony do godła książąt za czasów Kazimierza II – korona.

#### Lilie

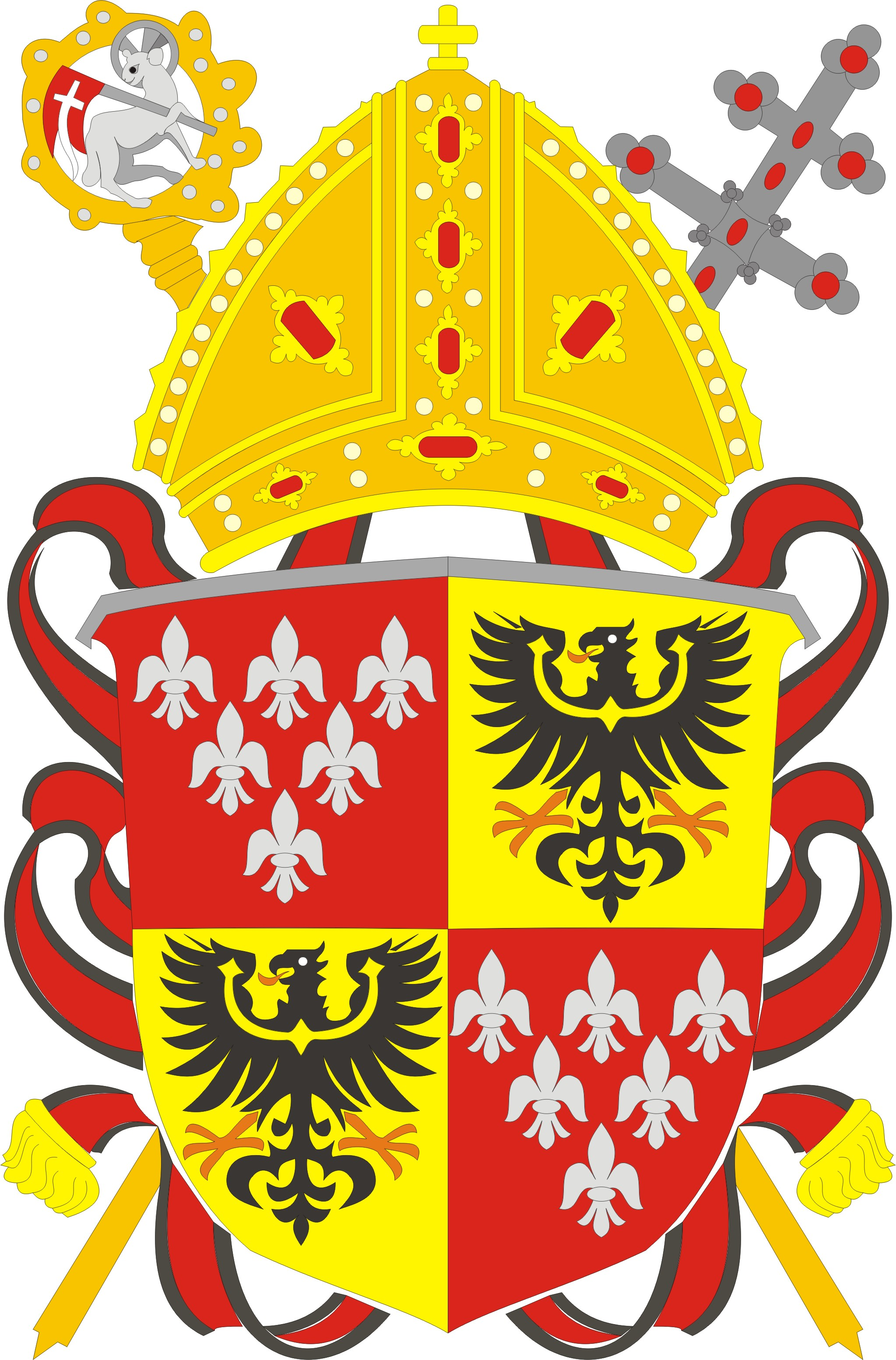
Herb archidiecezji wrocławskiej

Trzy białe (srebrne) lilie w układzie w słup na czerwonym polu to zmodyfikowana połowa godła biskupów wrocławskich.
Kształt wspomnianych lilii, będących typowym i bardzo rozpowszechnionym w wielu herbach europejskich znakiem heraldycznym zmieniał się dość często w XIV-XV wieku. Zawsze były to jednak lilie heraldyczne o trzech płatkach związanych ze sobą małą przepaską. Lilie należą do najstarszych europejskich znaków graficznych i symbolicznych, wywodzących się jeszcze ze starożytnej Grecji. W symbolice średniowiecznej były – obok krzyża – jednym z najważniejszych symboli Kościoła, symbolem Maryi oraz św. Jana Chrzciciela, patrona wrocławskiej katedry. Przyjęcie tego symbolu przez biskupów wrocławskich było więc jak najbardziej naturalne.
Barwy herbu biskupów wrocławskich znane są już z przekazów źródłowych z XIV w. i nie ma co do nich wątpliwości. Biała barwa lilii należy do najważniejszych barw chrześcijaństwa. Jest symbolem światła, czystości a przede wszystkim wiecznej chwały Boga i Kościoła. Z kolei czerwone pole godła biskupiego związane jest w tym wypadku bardzo ściśle z lilią, a więc z symboliką kościelno-chrześcijańską. Oznacza krew Chrystusa. Lewa połowa tarczy herbowej Bielska odzwierciedla więc w sensie głębszym najważniejsze prawdy wiary Kościoła związane z Chrystusem i Maryją, łącząc miasto z całym chrześcijaństwem.

### Herb Białej

Herb Białej z tarczą hiszpańską

Lewa tarcza, czyli herb Białej to dwie czerwone, pięciopłatkowe róże na zielonym polu.
Róża była częstym godłem heraldycznym w herbach europejskich i polskich. Mimo późnego powstania herbu, w dobie już pewnych ahistorycznych zabiegów heraldycznych, posiada on swą wyraźną symbolikę.
W Kronice miasta Białej spisanej przez Wacława Chamrata ok. 1813 roku znaczenie herbu miasta jest wytłumaczone następująco: „(...) herb z dwiema czerwonymi różami na zielonym polu, który obecnie zrealizowane znaczenie miał, iż miejscowość Biała – na której rynku znajdowały się jeszcze w ówczesnym czasie zielone zboża jak na zagranicznych polach – tak ma rosnąć, jak para młodych róż na zielonym polu”.
Tymczasem w języku symboliki heraldycznej herb ten można interpretować dwojako: w sensie chrystianizacyjnym, bądź też zgodnie z manierą barokowo-sarmacką. W przypadku pierwszej interpretacji czerwona róża symbolizuje męczeństwo i krew Chrystusa w ich aspekcie Odkupienia, zapowiedzi szczęścia człowieka. Zieleń natomiast symbolizuje nadzieję na miłosierdzie Boga i zapowiedź życia wiecznego. Druga interpretacja przywołuje zapowiedź pomyślności i szczęścia młodego miasta oraz jego „młodych” mieszczan możliwych do zrealizowania pod warunkiem codziennej pracy i wielkiego trudu w dążeniu do Boga.
W symbolice świeckiej, czerwona róża to symbol miłości, kwiat kochanków. Według starożytnych greckich mitów róża powstała z piany, opadłej z ciała Afrodyty, wynurzającej się z fal morskich. Kwiat zabarwił się na czerwono od kropli krwi bogini biegnącej do swego kochanka Adonisa. Według innego mitu róża powstała z kropli nektaru, upuszczonej przez Erosa (zobacz: róża w kulturze i symbolice).

## Historia

### Herb Bielska

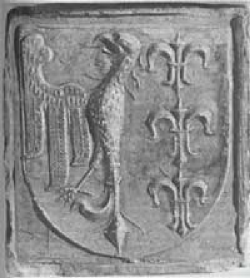
Herb Bielska na kaflu z poł. XVI wieku

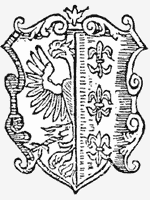
Herb Bielska w Sacra ac debita templi movi inauguratis. 1610 rok

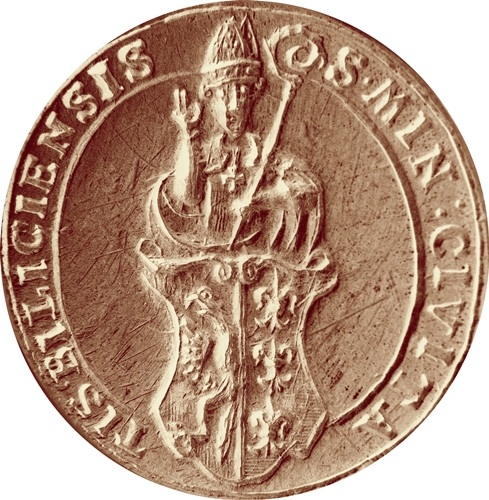
Pozytyw pieczęci miasta Bielska z XVIII w.

Bielsko powstało w końcu XIII wieku (prawdopodobnie w czasie fali osadniczej w latach 1285-1300 organizowanej przez księcia cieszyńskiego, Mieszka) i od początku swego istnienia (aż do poł. XVI wieku) należało do Księstwa Cieszyńskiego. Pierwsza pisemna wzmianka o mieście pochodzi z 1312, jednak w pełni samodzielny samorząd istniał dopiero od 1424, kiedy Bolesław I nadał odnowione prawa miejskie. W tym czasie władze samorządowe musiały posiadać znak własnościowy, używany m.in. na pieczęci miejskiej.
Pierwszy zachowany odcisk pieczęci miejskiej pochodzi jednak dopiero z dokumentu wydanego w roku 1542. Wykonana została w stylu gotyckim i ma średnicę 40 mm. Znajduje się na niej następujące wyobrażenie herbowe: postać siedzącego na tronie św. Mikołaja z Miry (patrona miasta) w szatach pontyfikalnych z infułą i pastorałem w ręce oraz w aureoli wokół głowy, którego nogi przesłonięte są stylizowaną dwupolową tarczą herbową (dwudzielną w słup). W prawym polu tarczy widoczna jest połowa heraldycznego orła z trzema wielkimi piórami w skrzydle (symbol książąt cieszyńskich), w lewym natomiast polu trzy lilie heraldyczne ułożone w słup (zmodyfikowana połowa herbu biskupów wrocławskich). Jest to typowy herb złożony z tarczy i figury heraldycznej, zawierający charakterystyczne dla miast średniowiecznych symbole: świętego patrona i odnoszące się do właścicieli. Pieczęć ta używana była zapewne do końca panowania Piastów, czyli roku 1572, kiedy powstało Księstwo bielskie pozostające we władaniu magnackich rodów: Promnitzów, Schaffgotschów i Sunneghów.
Wygląd herbu Bielska w XV-XVI wieku znany jest też dzięki kaflowi piecowemu, glazurowanemu z zieloną polewą o wielkości 19,5 × 21 cm odnalezionemu w 1900, a obecnie znajdującemu się w Muzeum Historycznym Miasta Krakowa, który przedstawia właśnie herb. W prawym polu gotyckiej tarczy widnieje (w postaci wypukłej) pół orła z całą głową odchyloną nieco w lewo od tułowia i z potężnym skrzydłem sięgającym wysokości głowy o trzech wielkich piórach, natomiast w polu lewym znajdują się trzy stylizowane lilie z wygiętymi górnymi płatkami. W przeciwieństwie do herbu z pieczęci, nie ma tu postaci św. Mikołaja.
Marian Gumowski, badający dzieje herbu Bielska-Białej w I poł. XX wieku, na podstawie przekazów źródłowych – łacińskiego tekstu Andreasa Persteniusa z 1608, Sacra ac debita templi movi inauguratis wydanego przez pastora Lucasa Wenceliusa z 1610 oraz zapisów XVIII-wiecznego kronikarza Ernsta Otipki wnioskował, że herb jest starszy niż wiek XV i został nadany już w momencie założenia miasta. Tezie tej przeczy obecność w herbie godła biskupów wrocławskich, ponieważ parafię w mieście Bielsku ustanowiono w 1447 (wcześniej była to filia parafii w Starym Bielsku) oraz, w przypadku herbu z pieczęci, figura św. Mikołaja będącego patronem od momentu ustanowienia parafii.
Kolejne pieczęcie miejskie, wielka o średnicy 42 mm i mała o średnicy 25 mm, pochodzące z końca XVI wieku i używane do ok. poł. XVII wieku mają identyczne wyobrażenia herbowe: św. Mikołaj w pozycji stojącej, en face bez aureoli, lilie biskupie posiadające dość ascetyczny, „kreskowy” rysunek, a orzeł ma głowę wychyloną w prawo i pięć dużych piór w skrzydle. Nieco inaczej przedstawia się herb Bielska zawarty w dziele pastora Lucasa Wenceliusa Sacra ac debita templi movi inauguratis z 1610, który ma renesansową stylizację. Także na nim oraz pieczęciach pochodzących z XVIII stulecia głowa orła jest wychylona w prawo przez co upodobnił się on do połowy dwugłowego orła z godła Świętego Cesarstwa Rzymskiego. Zmianom nie uległy natomiast barwy herbu i lilie, nie pojawiła się też korona.
Znaczne modyfikacje w stosunku do herbu średniowiecznego wykazuje herb z tarczy cechowej z 1833. Orzeł jest nienaturalnie wychylony ponad skrzydła i ma długi język, a lilie przypominają dwie złączone litery „W”. Zachowane zostały jednak barwy heraldyczne: żółty orzeł na ciemnobłękitnym polu, srebrne lilie na czerwonym polu i barwna postać św. Mikołaja.
W 1848 bielska rada miejska podjęła uchwałę o usunięciu z herbu figury św. Mikołaja z Miry, patrona miasta. Powstałe po tej decyzji pieczęcie miejskie, rady miejskiej (35 mm) i burmistrza (33 mm), posiadają tylko tarczę herbową o mocno powyginanych kształtach i ubraną w kwiat u góry oraz dwie gałązki u dołu. Jednocześnie zaczęły się pojawiać pieczęcie w ogóle pozbawione herbu. W nadanym Bielsku przez cesarza Franciszka Józefa I w 1869 statucie miejskim nie ma wzmianki o herbie, co jest znakiem utraty przez herb miejski swego pierwotnego znaczenia.
Jednocześnie w II poł. XIX wieku zaczęły się pojawiać pierwsze opracowania heraldyków dotyczące herbu Bielska, w których przytoczone zostały różne, często ahistoryczne i niezgodne z tradycją wersje herbu. W wydanym w 1864 Stadtwappen der Österreichischen Kaiserstädte V. R. Widimskiego pojawia się zupełnie nieregularna tarcza, a znajdujący się na niebieskim polu orzeł (nazwany przez autora „polskim”) jest barwy srebrnej, ma wychyloną głowę z czerwonym językiem, złotym dziobem i szponami oraz złoty półksiężyc z połową krzyża, zakończony w skrzydle koniczynką. H. Saurma von Jeltsch w Wappenbuch der Schlesischen Städte und Stadtteile (1870) podaje bardziej poprawny wizerunek herbu Bielska w postaci pół złotego orła „górnośląskiego” na polu niebieskim i trzech srebrnych lilii w polu czerwonym, jednak z wychyloną głową i gotycyzującym kartuszem. W J. Siebmachers großes und allgemeines Wappenbuch J. Siebmachera z 1885 zobaczyć można orła z dzieła Widimskiego, określanego też jako „polski”, ale bez krzyża na piersiach i ze złotym językiem oraz postacią św. Mikołaja. Najwierniejszy przekaz heraldyczny pochodzi ze Stadtwappen von Österreich-Ungarn H. G. Ströhla (1904) – żółty orzeł „górnośląski” w wersji renesansowej, z wychyloną głową, czerwonym dziobem, językiem i szponami, zbliżony do wersji z czasów Kazimierza II (II poł. XV wieku). Sprzeczne obrazy herbu w opracowania heraldyków wprowadziły dodatkowe zamieszanie, bowiem władze miejskie równie stosowały różne niepoprawne wersje. Na herbie z dyplomu wystawy przemysłowej z 1871, podobnie jak na fasadach bądź we wnętrzach obiektów publicznych (magistrat, straż pożarna, Komunalna Kasa Oszczędności, szpital) pojawiają się lilie barwy niebieskiej. Z kolei na papierach firmowych burmistrza i rady miejskiej z końca XIX wieku widnieje na niebieskim polu pół czarnego orła z prostą głową i w koronie. Znana jest także wersja identycznego orła, ale bez korony oraz wizerunek z czarnym orłem z wychyloną głową, bez korony.

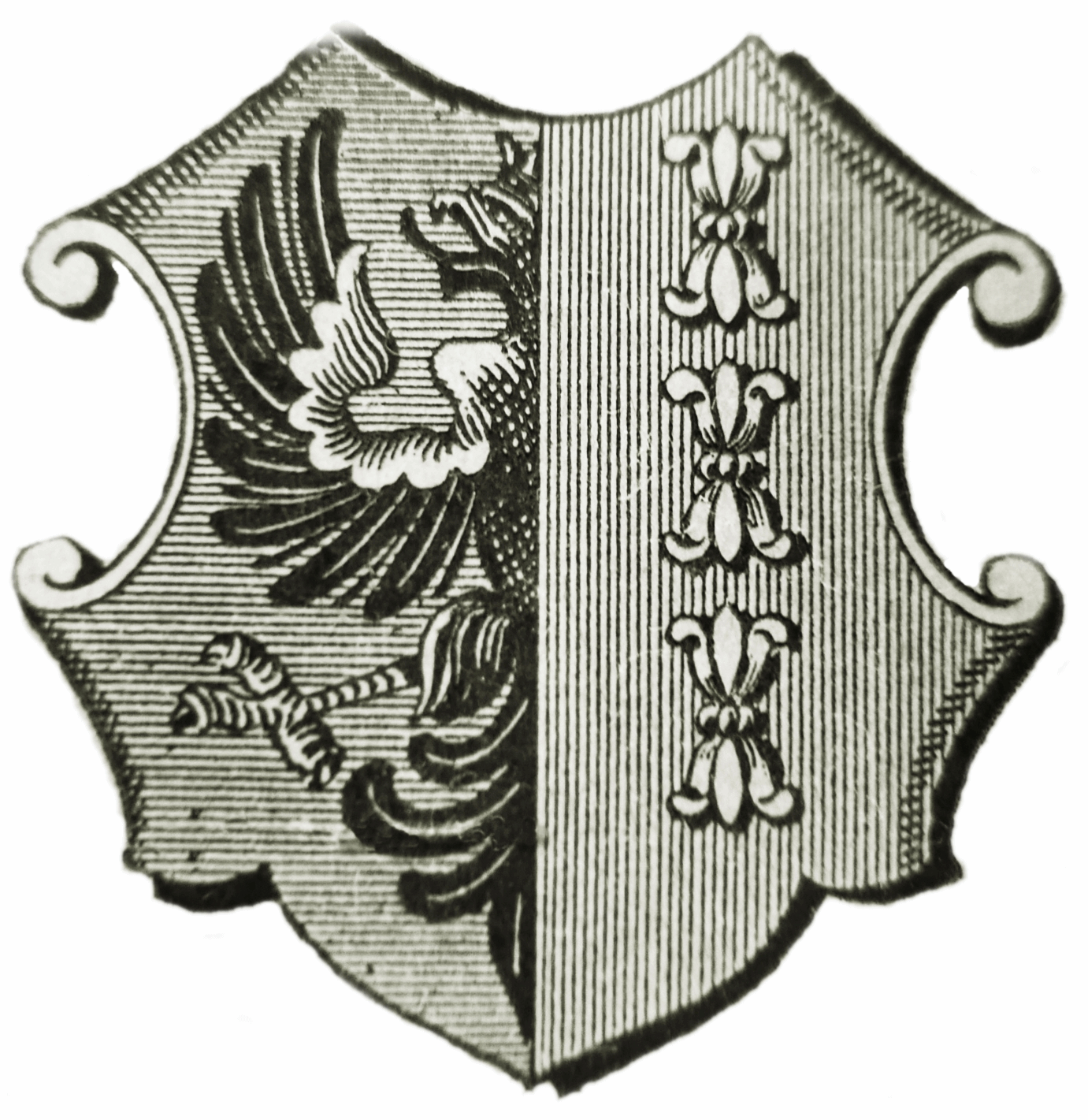
Herb Bielska z papieru firmowego burmistrzów.

Około 1900 na papierze firmowym burmistrzów Bielska pojawia się następna wersja czarnego orła – z odchyloną głową, srebrnym półksiężycem oraz krzyżem na piersiach (nadal na niebieskim polu). Wersja ta, wyraźnie nawiązująca do herbu pruskiej prowincji Śląsk oraz herbu całego Śląska, utrzymała się aż do roku 1923. Wówczas polskie władze wojewódzkie (rada miejska zdominowana była przez ludność niemiecką) doprowadziły do przywrócenia orła złotego (aby „zrzucić zaborczy i niemiecki nalot”).
Po 1930 nowe, polskie władze miejskie Bielska z burmistrzem Wiktorem Przybyłą na czele wśród wielu zabiegów polonizacyjnych zwróciły również uwagę na herb miasta. W tym celu skierowany został do Ministerstwa Wyznań Religijnych i Oświecenia Publicznego wniosek o ocenę „historycznego” herbu bielskiego, tzn. z przywróconym w pełni orłem Piastów cieszyńskich. Wniosek został załatwiony pozytywnie i na tej podstawie 3 października 1936 MSW wydało zarządzenie zatwierdzające herb miasta Bielska. Jego opis wyglądał następująco:
„Tarcza dwudzielna [hiszpańska], w polu prawym błękitnym pół orła złotego, zwróconego w prawo, bez korony, z dzióbem, językiem i szponami czerwonymi; w polu lewym czerwonym trzy pojedyncze lilie srebrne w słup.”
Jednocześnie, zgodnie z powszechną w międzywojennej Polsce tendencją do sprecyzowania herbu miejskiego, wyjaśnienia jego genezy i zapewnienia mu ochrony prawnej, rozpoczęto badania heraldyczne nt. historii i symboliki bielskiego herbu, prowadzone przede wszystkim przez prof. Mariana Gumowskiego. Do czasów współczesnych ich wyniki pozostają jednym z najważniejszych opracowań dotyczących tego tematu, pomimo licznych błędów, jak np. teza o istnieniu herbu już na przełomie XIII i XIV wieku. Tematem herbu Bielska i jego historią zajął się także R. Wagner, którego efekty pracy zamieszczone zostały w Das Buch der Bielitz-Bialaer Chronika z 1938.
Po 1944 komunistyczne władze Polski wyeliminowały herb z pieczęci miejskich, zastępując go godłem państwowym. Niemniej jednak w latach 1945-1950 w różnych czynnościach urzędowych używano sporadycznie pieczęci przedwojennej – „niemieckiej” z lat 20. przedstawiającej czarnego orła z półksiężycem. Na oficjalnych dokumentach i papierze firmowym stosowano herb zatwierdzony w 1936.

### Herb Białej Krakowskiej

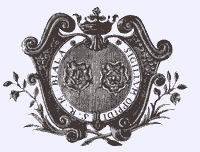
Herb Białej z dokumentu lokacyjnego

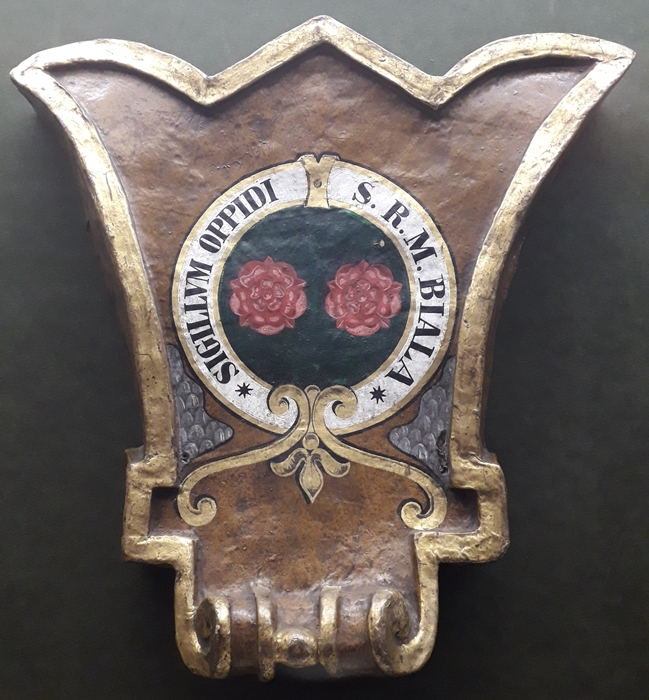
Kartusz herbowy miasta Białej XVIII/XIX w.

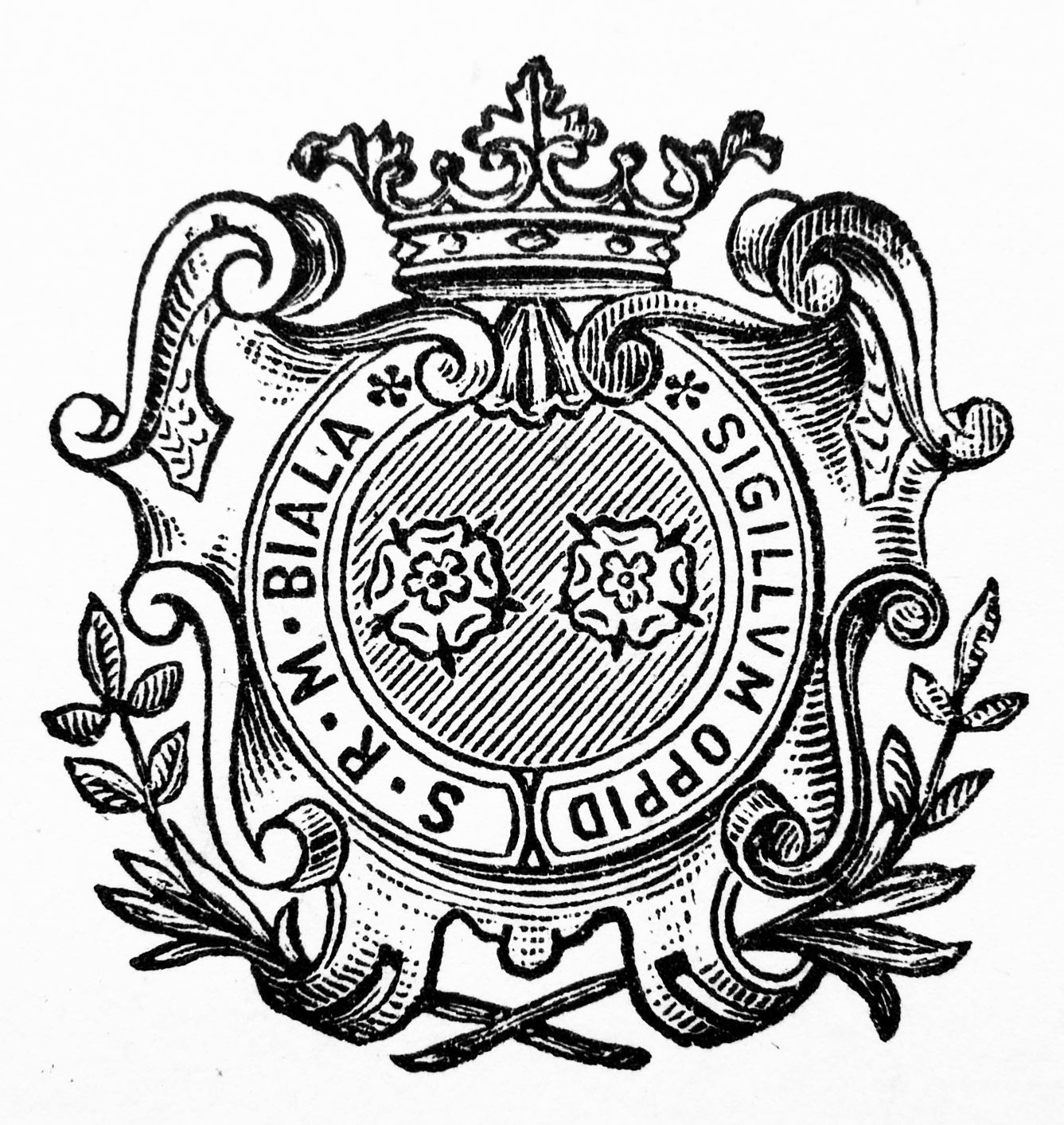
Herb Białej z papieru firmowego miejskiej Komunalnej Kasy Oszczędności z 1914 roku

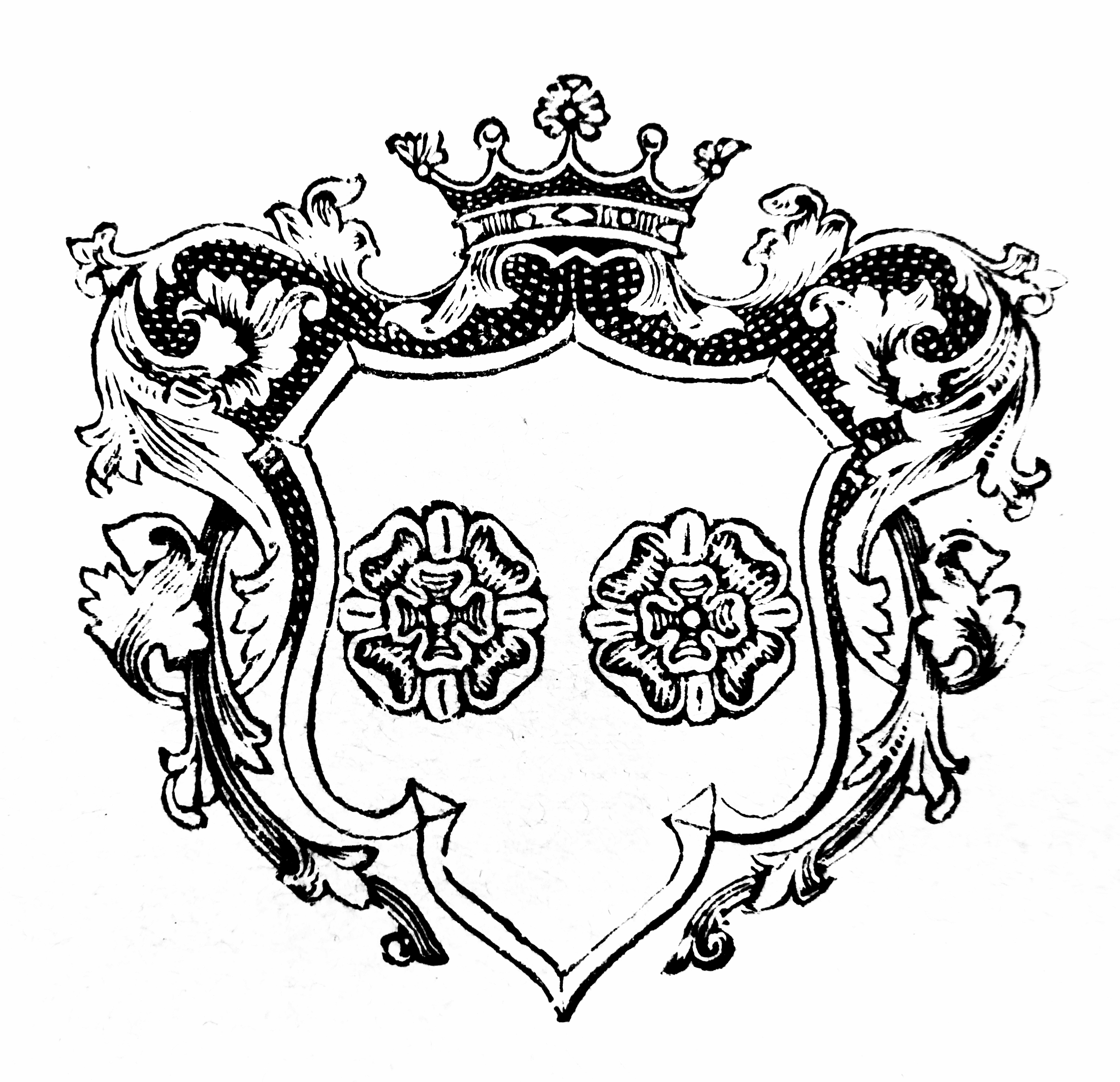
Herb Białej ze świadectwa przynależności z 1914 roku

Biała powstała w końcu XVI wieku jako przysiółek Lipnika. Od 1615 r. była osobną miejscowością, która 9 stycznia 1723 r. otrzymała prawa miejskie. Przywilej lokacyjny wśród wielu praw przyznanych nowemu miastu zawiera prawo do własnego herbu: „(...) Publicznym dobrem będzie stały herb, o wyglądzie jak niżej podano. Zarząd tego miasta będzie z niego korzystał przy pieczętowaniu listów i przedsięwzięciach urzędowych.(...)”. Na oryginalnym dokumencie lokacyjnym znalazł się mały, kolorowy rysunek herbu.
Cechą charakterystyczną bialskiego herbu był brak tarczy, którą zastąpił napis otokowy „SIGILLUM OPPIDI S.R.M. BIALA”, rzucony na stylizowany barokowo kartusz z wolutami, z gałązkami w dolnej części, a pięciolistną, stylizowaną koroną w górnej części. Kształt ten odnosił się do kształtu pieczęci miejskiej i był popularny w europejskiej heraldyce od XVI wieku. W zielonym polu herbowym widać ułożone w poziomie dwie czerwone róże pięciopłatkowe z takąż ilością mniejszych płatków w środku kwiatu. Duże płatki róż przedzielone są małymi języczkami.
Pochodzenie godła, róż, pozostaje niewyjaśnione, gdyż w żaden sposób nie wiąże się z historią miasta. Być może został zapożyczony z herbu rodowego Wettinów bądź z któregoś z herbów szlacheckich popularnych na Mazowszu, skąd pochodził starosta Jakub Zygmunt Rybiński, który wystąpił do Augusta II Mocnego o nadanie praw miejskich. Zastosowanie motywu róż można też tłumaczyć popularnością kwiatów w sztuce baroku oraz symboliką chrześcijańską.
Do czasów współczesnych zachował się zabytek w postaci papierowego kartusza z I poł. XVIII wieku, pochodzącego prawdopodobnie z dawnego ratusza. Jest on prawie identyczny z herbem z dokumentu lokacyjnego – różni się brakiem korony. Symbol Białej w swoim XVIII-wiecznym kształcie znany jest również z pieczęci miejskich: wielkiej sporządzonej w 1723 r. (średnica 31 mm) oraz małej z uproszczonym rysunkiem (róże czterolistne o zgeometryzowanych formach i długich, cienkich języczkach między nimi oraz koroną z trzema liściastymi pałkami).
Nowe pieczęcie miejskie sporządzono w 1789 r., kiedy Biała stała się wolnym miastem cesarskim z ustanowionym magistratem pierwszej klasy. Na tzw. wielkiej pieczęci znajduje się barokowy kartusz bogato przystrojony kwiatami, z owalną (w pionie) tarczą pośrodku o polu szrafowanym w kolorze zielonym. Na polu tym znajdują się dwa kwiaty w układzie ukośnym (z lewa do prawa) o ośmiu płatkach. Nad tarczą widnieje duża, pięciolistna korona królewska. Pieczęć ta jest przykładem odejścia od pierwotnego herbu miasta – zarówno w układzie geometrycznym „róż”, jak w ich rysunku, upodabnianym odtąd często do innych kwiatów. Stosowana w herbie Białej korona nawiązywała do tytulatury cesarzy austriackich jako królów Galicji i Lodomerii wraz z Wielkim Księstwem Krakowskim i Księstwem Oświęcimia i Zatoru. Bardziej zbliżona do pierwotnej wersja występowała na mniejszej pieczęci (dwa pięciopłatkowe kwiaty w poziomie). Nieco inny kształt herbu widnieje na pierwszej pieczęci katolickiej urzędu parafialnego – kartusz z owalną (w poziomie) tarczą szrafowaną w kolorze zielonym i pod koroną królewską, z dwoma pięciopłatkowymi różami w polu.
W połowie XIX wieku zaczęły pojawiać się znaczne modyfikacje herbu Białej, znacznie odbiegające od utrwalonego w tradycji. Na dyplomie wystawy przemysłowej z 1871 r. widniał herb z niebieskimi różami o czterech płatkach, ułożonymi w skos, od prawa do lewa. W winietach gazet pojawiał się herb z dwoma czteropłatkowymi kwiatami ułożonymi w słup. Używana w końcu stulecia owalna pieczęć magistratu Białej zawierała ozdobny kartusz z pięciolistną koroną oraz owalną tarczą szrafowaną na kolor zielony, pośrodku której znajdowały się w poziomie dwa sześciopłatkowe kwiaty, natomiast na nalepkach pieczętnych z przełomu XIX/XX w. gminy i magistratu bialskiego w bardzo ozdobnie zarysowanych kartuszach z koroną królewską widniały owalne tarcze z dwoma różami w poziomie, w otoczeniu dwóch małych gwiazd. Poprawny (XVIII-wieczny) herb był stosowany na papierze firmowym magistratu, świadectwach gminnych, a także wielkiej (36 mm) i małej (33 mm) pieczęci miejskiej.
Pod koniec XIX wieku na wielu budynkach w mieście zaczęły się pojawiać stylizowane, zupełnie ahistoryczne herby miasta – w gotyckich tarczach umieszczono ukośny pas z naniesionymi dwoma lub trzema rozetami bądź półkulami markującymi róże. Nawet wśród bogatych dekoracji wnętrza bialskiego ratusza nie zastosowano herbów, tylko okrągłe tarcze z ukośnym, pustym pasem.
Herb Białej na przełomie XIX i XX wieku znalazł o wiele mniejsze zainteresowanie heraldyków niż symbol sąsiedniego Bielska. Został zupełnie pominięty w opracowaniach V. R. Widimskiego oraz H. Saurmę von Jeltscha. W J. Siebmachers grosses und allgemeines Wappenbuch J. Siebmachera z 1885 r. jest przedstawiony w następujący sposób: na zielonej ozdobnej, zniekształconej tarczy herbowej o dwie ukośnie ułożone (z lewa do prawa) srebrne kwiaty o zgeometryzowanych kształtach. O wiele bardziej poprawną wersję zamieścił H. G. Ströhl w Stadte-Wappen von Österreich-Ungarn – tarcza francuska nowoczesna, na jasnozielonym polu dwie pięciolistne, odwzorowane z dokumentu lokacyjnego, róże ułożone poziomo z pięcioma złotymi, krótkimi języczkami między płatkami oraz złotym talerzykiem.
W 1918 r., miasto (od 1925 r. pod nazwą Biała Krakowska) weszło w skład Polski. Nowe władze nie przerwały stosowania tytułu królewskiego wolnego miasta, który jest widoczny w pieczęci magistratu z lat 20. W tej samej pieczęci widnieje ozdobny kartusz z pięciopłatkową koroną i owalnym herbem miasta – w szrafowanym na zieleń polu dwa kwiaty umieszczone w poziomie. Taką samą wersję zastosowano w pieczęciach z 1928 i 1939 roku. Znane są także z okresu międzywojennego przedstawienia herbu miejskiego powracające do oryginału z roku 1723 (rozpowszechnionego przez publikację Biala eine deutsche Stadt in Galizien. Geographische Untersuchung des Stadtproblems Erwina Hanslika z 1909 r.), niejednokrotnie z modyfikacjami jak np. żółte języczki między płatkami róż czy srebrna podkładka na róże.
W przeciwieństwie do Bielska w okresie międzywojennym nie prowadzono właściwie żadnych badań ani rozważań urzędowych na temat herbu Białej i nie był on zatwierdzany przez Ministerstwo Spraw Wewnętrznych.
Po 1944 r. komunistyczne władze Polski wyeliminowały herb z pieczęci miejskich, zastępując go godłem państwowym. Niemniej jednak w latach 1945-1950 w różnych czynnościach urzędowych używano sporadycznie obu pieczęci z okresu międzywojennego – magistratu i zarządu miejskiego. Na oficjalnych dokumentach i papierze firmowym stosowano herb w kształcie z tych pieczęci.

### Herb Bielska-Białej

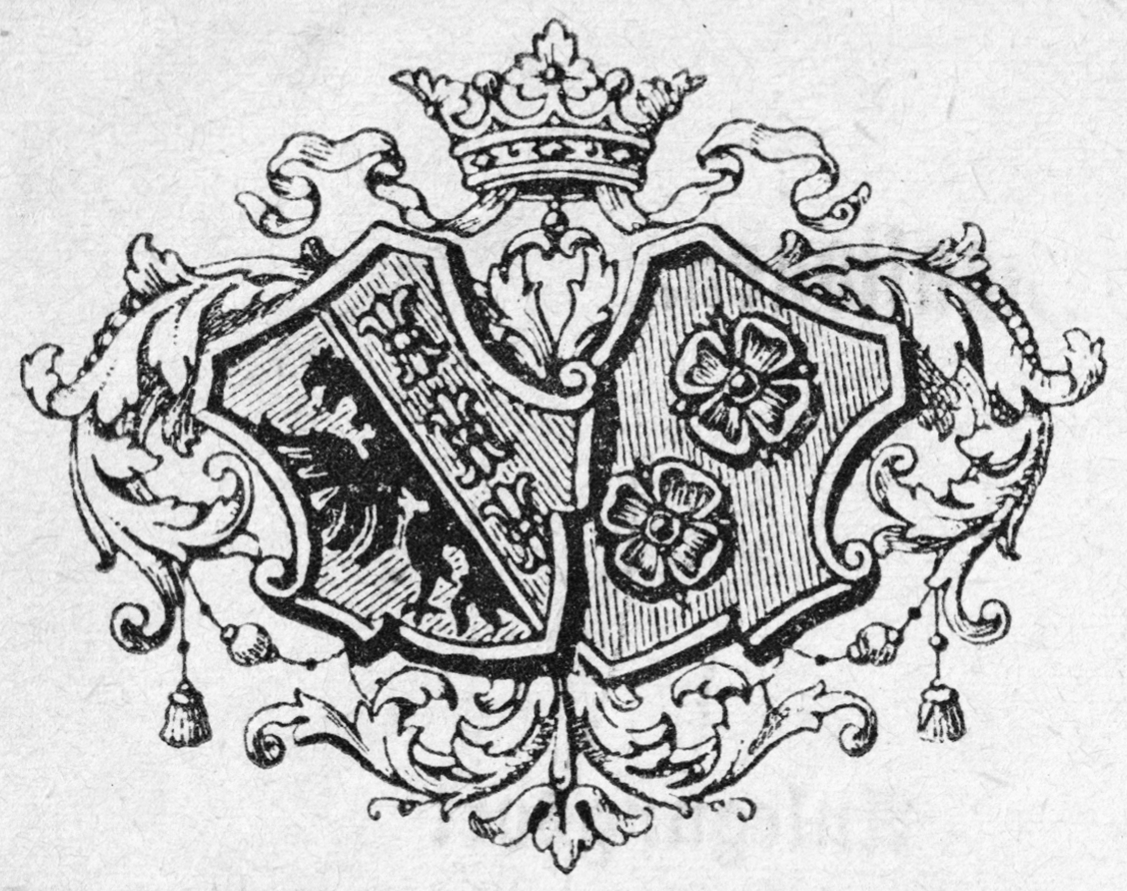
Połączone herby Bielska i Białej z czasopisma Unsere Heimat pod red. R.E.Wagnera z 1935

Bielsko i Biała pomimo administracyjnej odrębności i przynależności do różnych jednostek administracyjnych od połowy XIX wieku pod wieloma względami tworzyły jeden organizm. Przede wszystkim była to jedność pod względem gospodarczym oraz społeczno-kulturalnym. Przy różnych okazjach zachodziła potrzeba wspólnego znaku. Z dyplomu wystawy przemysłowej zorganizowanej przez oba miasta w 1871 r. oraz przedwojennych przewodników i innych opracowań (np. Das Buch der Bielitz-Bialaer Chronika R. Wagnera) znana jest eksperymentalna forma polegająca połączeniu obu herbów na jednym kartuszu i pod wspólną, pięciolistną koroną królewską. Częściej jednak, jak w Stadte-Wappen von Österreich-Ungarn H. G. Ströhla, herby stawiano obok siebie, czasem łącząc je ujednoliconymi tarczami (najczęściej ozdobnymi zniekształconymi, rzadziej gotyckimi, hiszpańskimi bądź francuskimi nowoczesnymi).
W czasach PRL herby miejskie traktowano jako symbol feudalizmu przez co funkcjonowały one w ograniczonym wymiarze, przede wszystkim jako znak reprezentacyjny i znak odrębności danej miejscowości. Po połączeniu Bielska i Białej w jeden organizm nie ustalono oficjalnie herbu miasta. Najczęściej stawiano obok siebie obie tarcze herbowe, przyjmujące kształt gotycki, hiszpański lub francuski nowoczesny. Niejednokrotnie pojawiały się różne modyfikacje dotyczące kształtu i nieuzasadnione historycznie zmiany barw. W 1959 r. w Kronice Beskidzkiej, wówczas organie PZPR, napisano: Dzisiaj nie bardzo wiemy co z tym herbem zrobić. Niby jest a niby go nie ma.
Oficjalnie więc miasto herbu nie miało, natomiast w praktyce wykształcił się herb podwójny. Jest to w heraldyce stosowane bardzo rzadkie i zazwyczaj niezgodne z zasadami. Bielsko-Biała ma jednak prawidłowy herb ze względu na to, że powstało z połączenia odrębnych organizmów o swoich herbach utrwalonych w tradycji.
W latach 50. istniała tendencja reprezentowania połączonych miast wyłącznie przez herb starszego Bielska. Za taką praktyką opowiedział się, uznawany za autorytet naukowy, Marian Gumowski. Jego stanowisko przyjęli m.in. autorzy m.in. Wielkiej Encyklopedii Powszechnej PWN czy Miast polskich w Tysiącleciu z 1966 r.
Brak ustalonego wzorca powodował dowolne, zazwyczaj błędne, przedstawianie herbu miasta. Podczas obchodów 700-lecia miasta w 1963 r. wydrukowano i namalowano setki herbów z „niemieckim” orłem z półksiężycem na piersi, lilijkami harcerskimi zamiast lilii z godła biskupów wrocławskich oraz uproszczonymi, geometrycznymi kształtami róż. W drukach urzędowych funkcjonowało kilka różnych wersji herbu.
Po 1970 r. lewą tarczę (herb Bielska) najczęściej przedstawiano w wersji H. G. Ströhla z 1904 r. bądź zatwierdzonej przez MSW w 1936 r. Stąd orzeł raz miał głowę prostą, raz wychyloną ku skrzydłu. Z kolei na tarczy prawej dwa kwiaty maje przypominać róże układano w skos, często z biało-srebrnymi obwódkami lub w wersji Ströhla z żółtymi języczkami.
W latach 80. XX wieku pojawiły się także mocno kontrowersyjne próby połączenia obu herbów w jeden, zastępując trzy białe lilie na czerwonym polu, czerwonymi różami na polu zielonym. Wersja ta nie przyjęła się i szybko powrócono do herbu podwójnego.
17 grudnia 1992 r. Rada Miejska Bielska-Białej, w oparciu o ustawę o samorządzie terytorialnym z 1990 r., podjęła uchwałę nr 37/366/92 w sprawie herbu miasta. Oficjalny herb została zaprojektowany przez Zbigniewa Różewicza. Wprowadzając gotyckie tarcze herbowe, powrócono do historycznych pierwowzorów godeł i barw:
„W pierwszej, dwudzielnej tarczy w polu prawym niebieskim pół orła żółtego, zwróconego w prawo, bez korony; w polu lewym czerwonym trzy pojedyncze lilie heraldyczne białe w układzie pionowym. W drugiej na tle zielonej tarczy dwie czerwone róże w układzie poziomym”
Kolejną uchwałę, oznaczoną numerem XXXVII/1189/2004, Rada Miejska podjęła 7 grudnia 2004. Określiła ona obecny wygląd herbu:
„Herbem Miasta Bielska-Białej są dwie tarcze herbowe. W pierwszej, dwudzielnej tarczy w polu prawym niebieskim znajduje się pół orła żółtego, zwróconego w prawo, bez korony; w polu lewym czerwonym trzy pojedyncze lilie heraldyczne białe w układzie pionowym. W drugiej na tle zielonej tarczy dwie czerwone róże w układzie poziomym.”
oraz zasady jego użytkowania.